# Muñequera

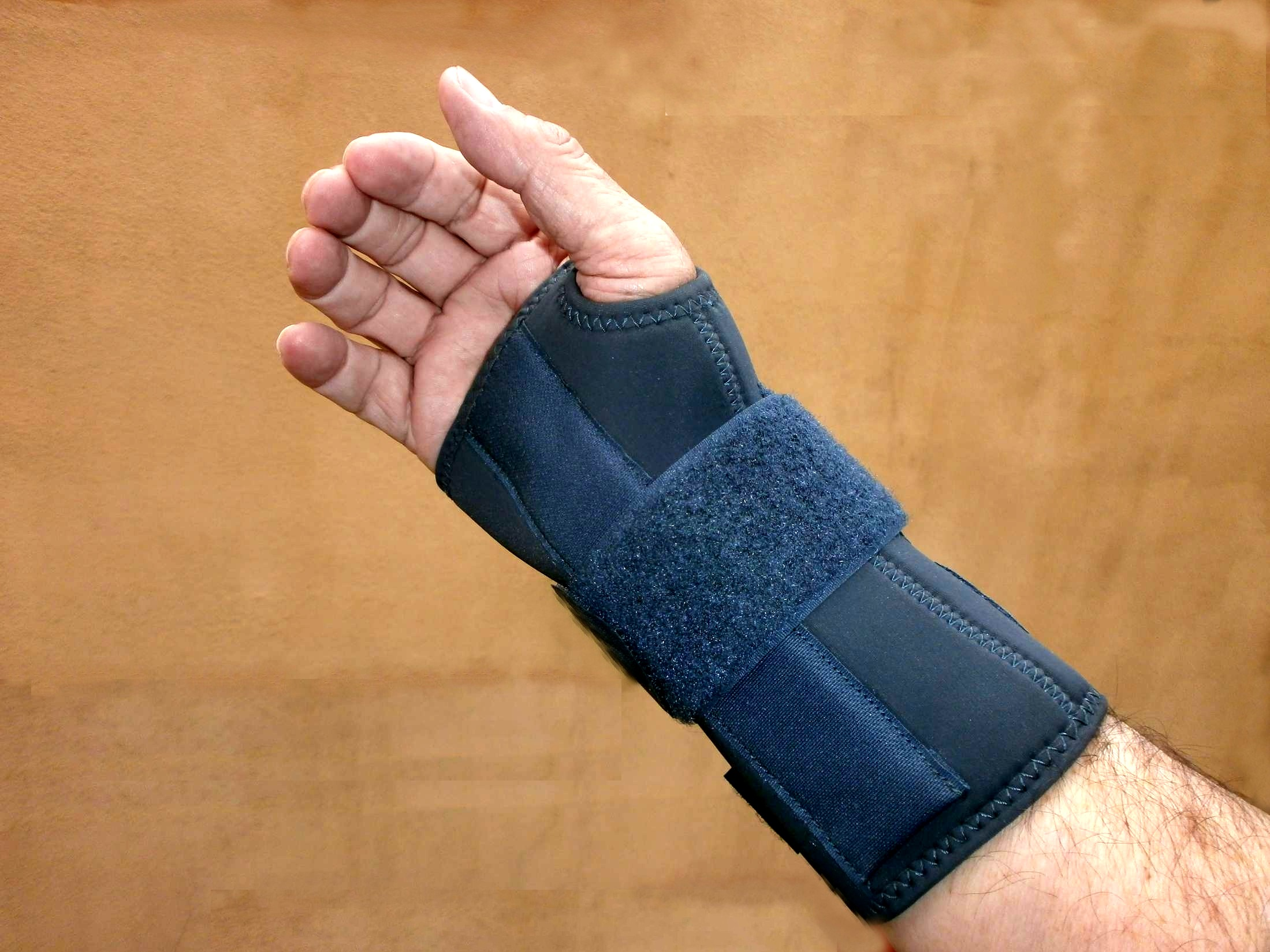
Muñequera ortopédica

Muñequera es el nombre común para una órtesis pasiva elástica de muñeca. Su función habitual es limitar los movimientos de sobreflexión y sobreextensión máximas.
Las muñequeras son accesorios habituales en procesos de rehabilitación de lesiones que afectan a la muñeca. Inmovilizan la articulación y proporcionan calor y compresión a los huesos. Están diseñadas en tejidos rígidos como nylon o el neopreno que permiten una movilidad limitada a la mano y se ajustan la muñeca mediante velcro. Para garantizar su fijación pueden abarcar parte de la mano ciñéndose alrededor del pulgar. En los casos más graves, incorporan pletinas metálicas para inmovilizar la articulación. Y más

## Usos

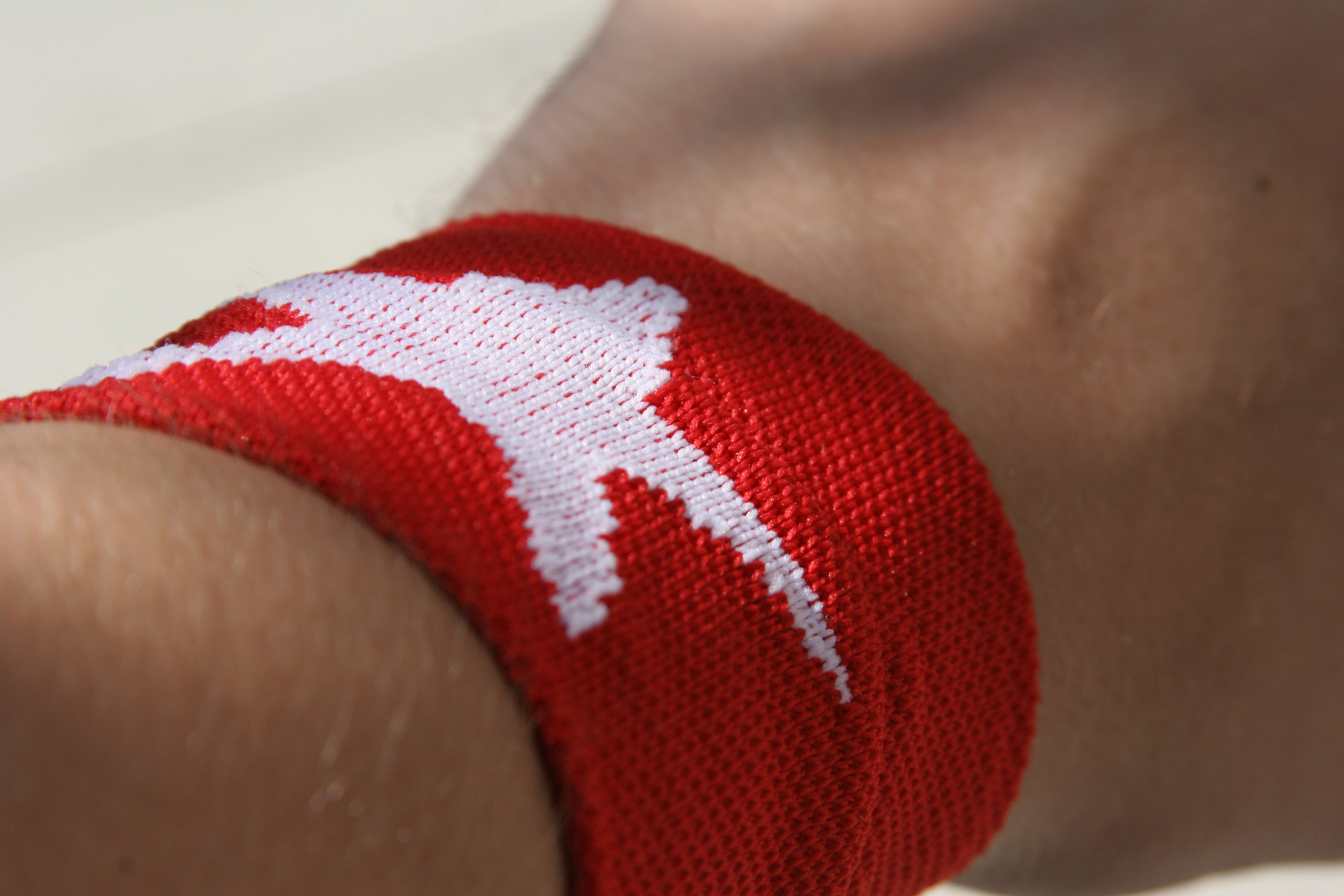
Muñequera para uso en el deporte

Están indicadas para traumatismos de muñeca sin fractura, inmovilización de la articulación, postoperatorio de sinovitis, osteoartritis degenerativas, esguinces recidivantes o inflamaciones de la articulación, entre otras.

## Uso en el deporte
Las muñequeras desempeñan una función protectora en actividades en que se exige a las muñecas un esfuerzo extraordinario, como la halterofilia o el culturismo. En estos casos, mediante calor y presión previenen posibles torceduras y esguinces. 
Finalmente, se utilizan en deportes en los que se fuerza el juego de la muñeca, como ocurre con los de raqueta (tenis, pádel, bádminton) o el hockey. Presentan una triple finalidad: proteger la muñeca de posibles lesiones, limpiar el sudor de la frente y evitar que el sudor del brazo llegue a la mano impidiendo que resbale la raqueta/stick. Con este fin se confeccionan en materiales absorbentes como algodón o felpa.

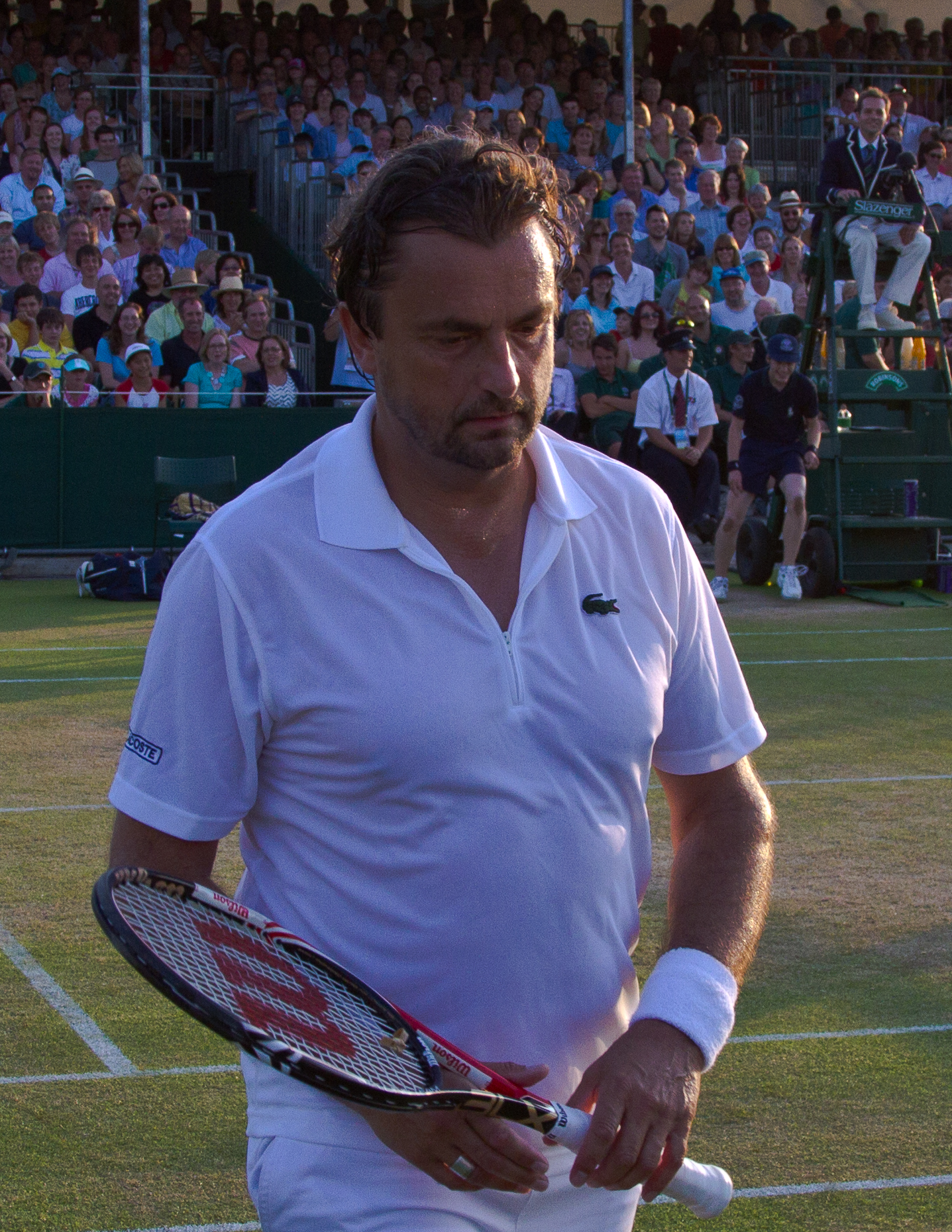
Tenista con muñequera
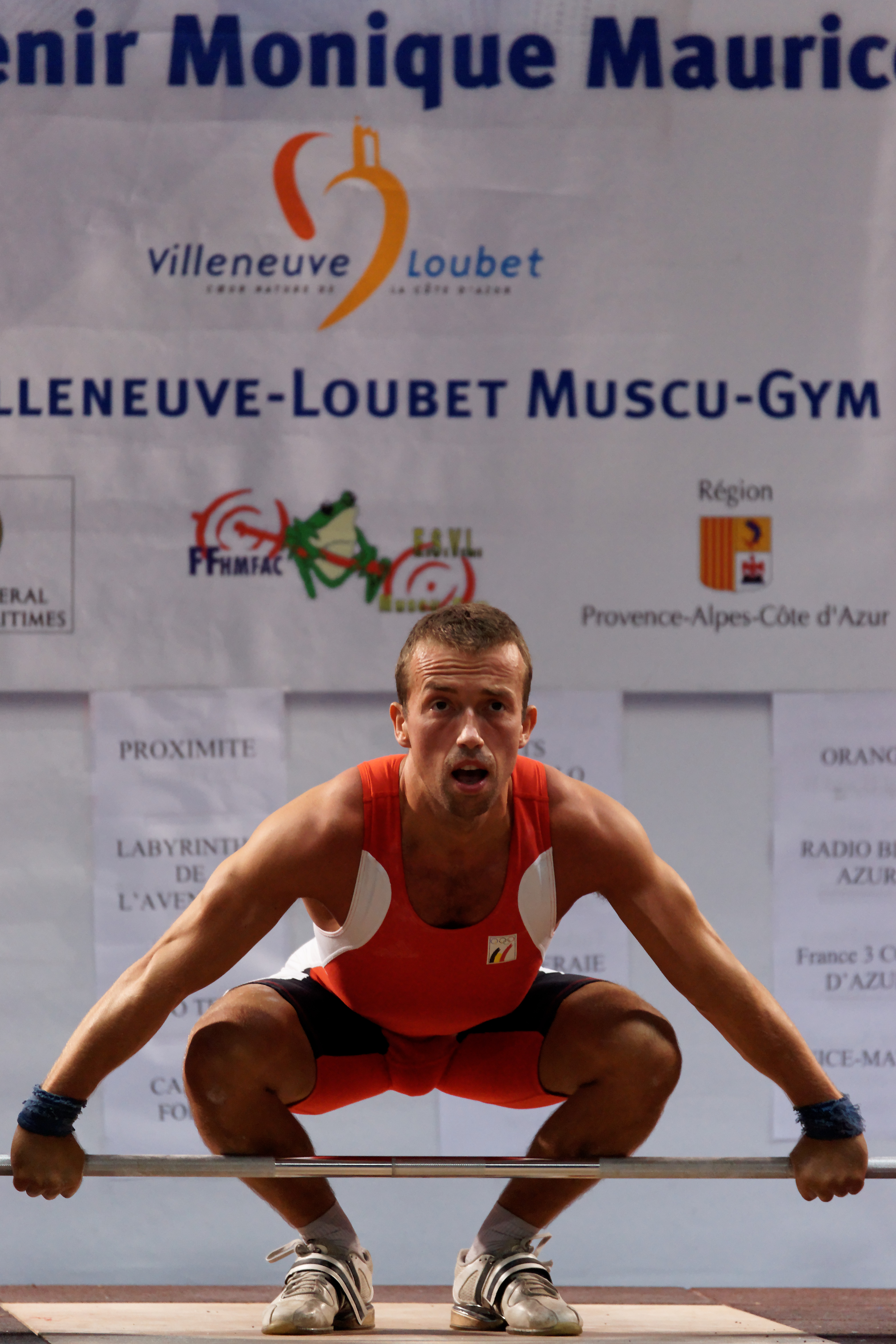
Levantador de peso con muñequera
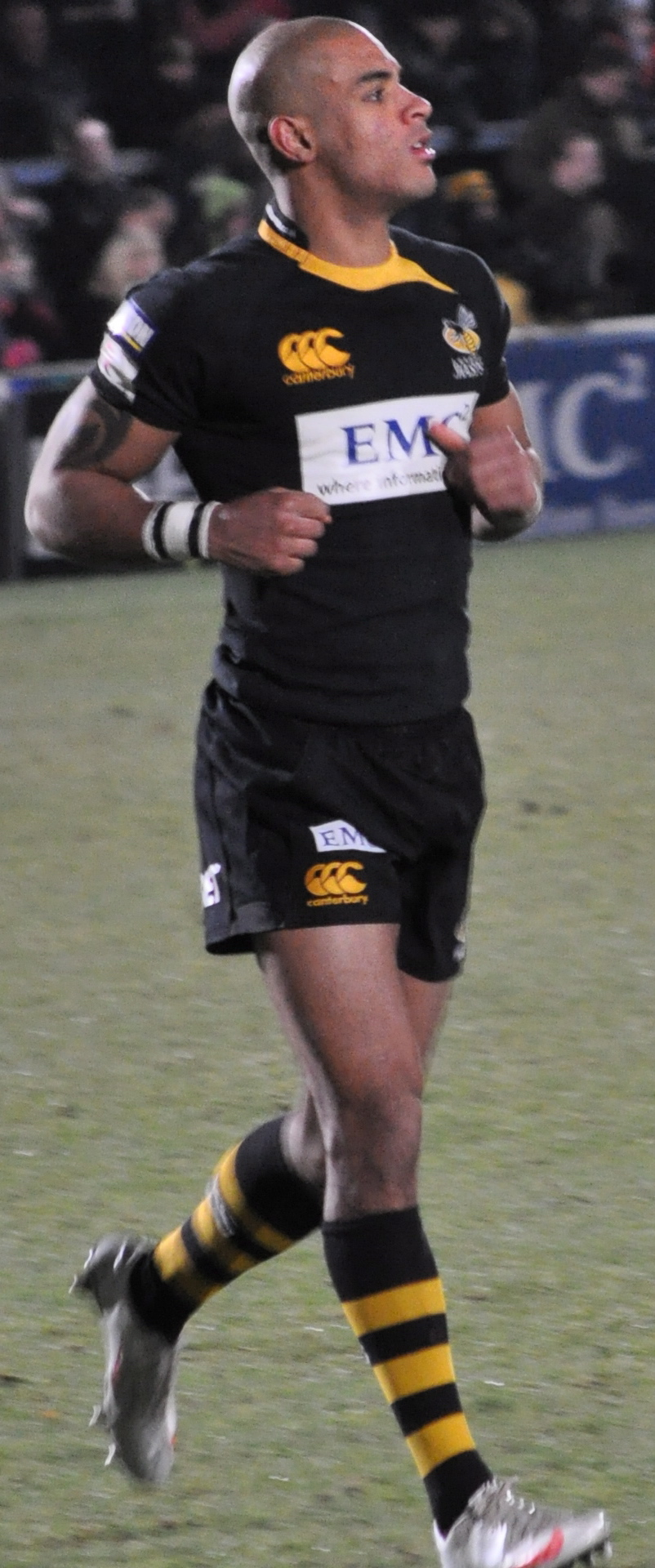
Jugador de rugby con muñequeras